# الوكالة الدولية للطاقة المتجددة
الوكالة الدولية للطاقة المتجددة (إيرينا)(بالإنجليزية: International Renewable Energy Agency)‏ (IRENA) هي منظمة حكومية دولية لتشجيع اعتماد الطاقة المتجددة على نطاق العالم. تهدف إلى تسهيل نقل التكنولوجيا والطاقة المتجددة وتوفير الخبرة للتطبيقات والسياسات. إيرينا تشكلت في 26 يناير 2009 من جانب 75 دولة. الميزانية السنوية الأولى هي 25 مليون يورو.
وفي حزيران-يونيو- 2009 اختيرت أبوظبي، عاصمة دولة الإمارات العربية المتحدة، لإستضافة المقر الرئيسي الرئيسي للأمانة العامة للوكالة الدولية للطاقة المتجددة «أيرينا»، وهذه هي المرة الأولى التي تقوم فيها وكالة دولية باختيار مدينة في منطقة الشرق الأوسط كمقر لها. وستحتضن «مدينة مصدر»، أول مدينة في العالم حيادية الكربون وخالية من النفايات والمعتمدة بالكامل على الطاقة المتجددة، مقر الوكالة الرئيسي.

## تاريخ
...

## الطاقات المتجددة
الطاقة المتجددة، هو من أهم الحلول للتحديات الراهنة التي تواجه مستقبل الطاقة في العالم. الفائدة في استخدام مصادر الطاقة المتجددة قد زاد في السنوات الأخيرة بسبب المخاوف البيئية بشأن الاحترار العالمي وتلوث الهواء، وتخفيض التكاليف في مجال تكنولوجيات الطاقة المتجددة، وتحسين الكفاءة والموثوقية.

## أهداف إيرينا
المأذون بها من جانب الحكومات في جميع أنحاء العالم، إيرينا تهدف إلى ان تصبح القوة الدافعة الرئيسية في تعزيز الانتقال السريع نحو الانتشار الواسع والاستخدام المستدام للطاقة المتجددة على نطاق عالمي:
العالمية بوصفها صوت لمصادر الطاقة المتجددة، إيرينا ستقدم المشورة والدعم العملي لكل من الدول الصناعية والبلدان النامية، ومساعدتها على تحسين الأطر التنظيمية وبناء القدرات. الوكالة في تسهيل الوصول إلى جميع المعلومات ذات الصلة، بما فيها بيانات موثوقة عن إمكانات الطاقة المتجددة، وأفضل الممارسات، وآليات مالية فعالة للدولة من أحدث الخبرات التكنولوجية.
أهداف
تهدف إيرينا لتصبح القوة الدافعة الرئيسية في تعزيز الانتقال نحو استخدام الطاقة المتجددة على نطاق عالمي:
بصفتها الصوت العالمي للطاقات المتجددة، وإيرينا تقديم المشورة والدعم لكل من الدول الصناعية والنامية العملية، ومساعدتهم على تحسين الأطر التنظيمية وبناء القدرات. فإن وكالة تيسير الوصول إلى جميع المعلومات ذات الصلة بما في ذلك البيانات الموثوقة عن إمكانات الطاقة المتجددة، وأفضل الممارسات، والآليات المالية الفعالة ودولة من بين الفن الخبرة التكنولوجية.
توفر إيرينا المشورة والدعم للحكومات بشأن سياسة الطاقة المتجددة، وبناء القدرات، ونقل التكنولوجيا. سوف تشارك إيرينا في تنسيق مع منظمات الطاقة المتجددة القائمة، مثل REN21.

## وصلات خارجية
- الموقع الرسمي